# 刺針仿刺鎧蝦
刺針仿刺鎧蝦（学名：Munidopsis centrina）为鎧甲蝦科仿刺鎧蝦屬下的一个种。